# Behind My Camel
Behind My Camel ist ein Instrumentalstück aus dem Album Zenyattà Mondatta von The Police aus dem Jahr 1980. Der Song wurde vom Gitarristen Andy Summers geschrieben. Er war der erste, der bei The Police ausschließlich von ihm komponiert wurde. Es gewann den Grammy Award 1982 für die beste Rock-Instrumental-Performance.
Das Lied hat eine einfache Melodie mit etwas orientalischem Einschlag. Der Titel bezieht sich darauf.

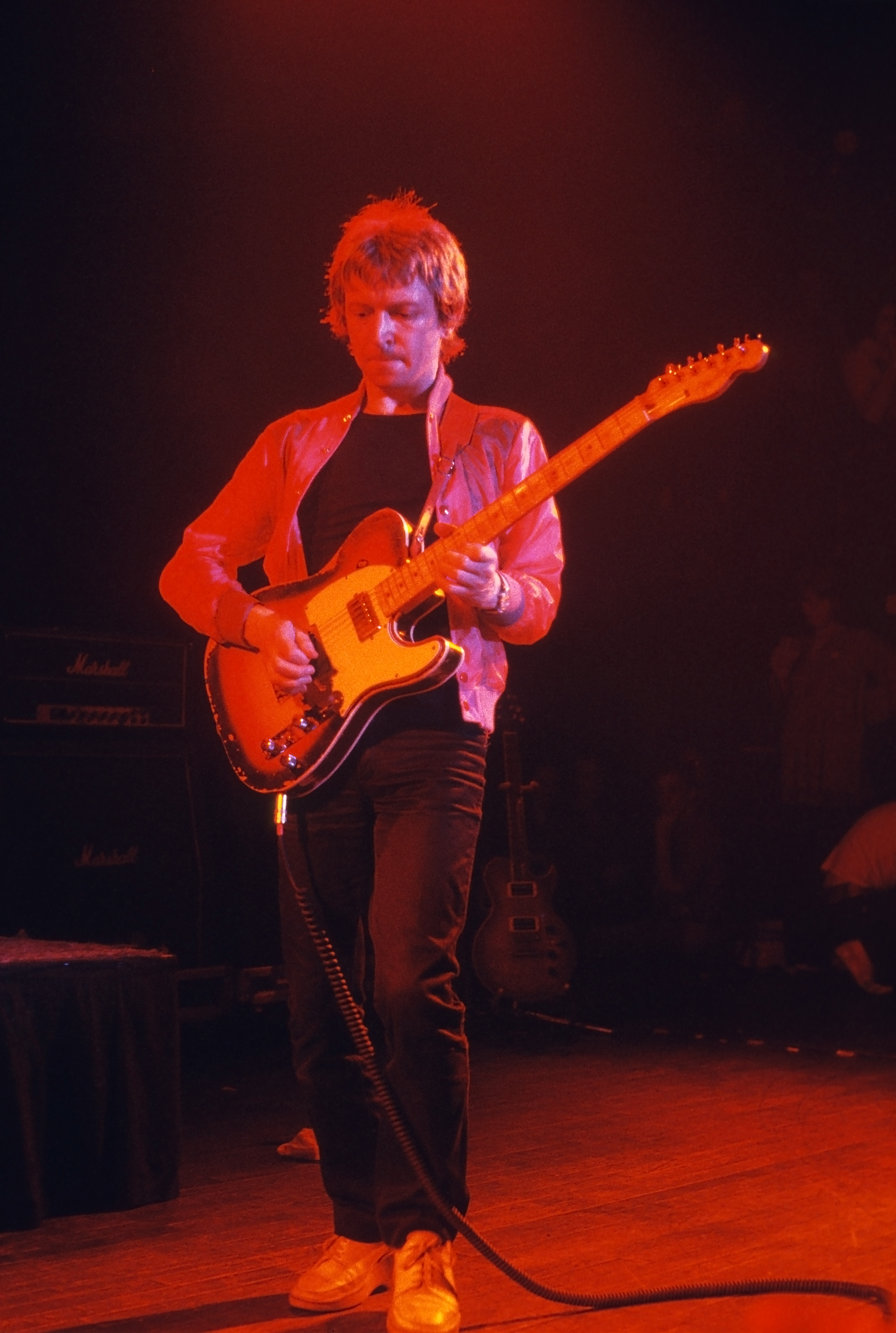
Andy Summers (1979)

## Reaktion der Bandmitglieder
Behind My Camel wurde von beiden anderen Bandmitgliedern abgelehnt. Sting sagte dazu:

„Ich hasste den Song so sehr, dass ich eines Tages, als ich im Studio war, das Band auf dem Tisch liegen sah – ich brachte es hinter das Studio und vergrub es tatsächlich im Garten.“

Auch Stewart Copeland war nicht angetan:

„So schlecht ich mich in dieser Band auch immer gefühlt habe, ich konnte mich immer mit der Tatsache trösten, dass Andy bei diesem kleinen Instrumental noch schlechter weggekommen ist als ich. Sting hat sich nicht einmal die Mühe gemacht, darauf zu spielen. Andy hat den Bass und die Gitarren gespielt, und ich habe nur auf dem Song gespielt, weil es sonst niemand gab, der Schlagzeug spielen konnte.“

Police-Produzent Nigel Gray glaubte laut der Police-Biografie Walking on the Moon von Chris Campion, dass der Titel ein Scherz von Andy Summers war:

„Er hat es mir nicht selbst gesagt, aber ich bin mir zu 98% sicher, dass der Grund folgender ist: Was würdest du hinter einem Kamel finden? Einen monumentalen Haufen Scheiße.“

## Primus-Coverversion
Behind My Camel wurde 1998 von der Funk-Metal-Band Primus auf ihrem Album Rhinoplasty gecovert.
In einem Interview sagte Primus-Bassist und -Sänger Les Claypool:

„Ich wollte schon immer mal einen Police-Song covern. Wir haben über einige ihrer Stücke gejammt, aber Stings Gesangsparts sind, gelinde gesagt, ein bisschen zu anspruchsvoll für mich. Ein Instrumental schien die logische Wahl zu sein. Brain spielt außergewöhnlich gut auf diesem Stück.“

## Musiker
- Andy Summers – Gitarre, Bassgitarre
- Stewart Copeland – Schlagzeug